# Where Dead Angels Lie
Albums de Dissection
Storm of the Light's Bane
(1995) Live Legacy
(2003)
Where Dead Angels Lie est un EP du groupe de black metal suédois Dissection. L'EP est sorti en 1996 sous le label Nuclear Blast Records.
L'EP est constitué de trois titres inédits, d'une version alternative d'un de ces trois titres, le titre éponyme, et de deux reprises, le titre Elisabeth Bathory du groupe Tormentor et le titre Antichrist du groupe Slayer.
Les titres de cet EP figureront plus tard dans la track-list de la ré-édition de l'album Storm of the Light's Bane.

## Liste des titres
| 1.    | Where Dead Angels Lie                    | 6:11 |
| 2.    | Elisabeth Bathory (reprise de Tormentor) | 5:05 |
| 3.    | Antichrist (reprise de Slayer)           | 2:45 |
| 4.    | Feathers Fell                            | 0:52 |
| 5.    | Son of the Mourning                      | 3:14 |
| 6.    | Where Dead Angels Lie (autre version)    | 5:52 |
| 24:01 |                                          |      |